# کوچیک‌کوی
کوچیک‌کوی (به ترکی استانبولی: Küçükköy) شهری است در کشور ترکیه که در استان بالیکسیر واقع شده‌است. جمعیت این شهر بر اساس سرشماری سال ۲۰۰۸ میلادی ۹٬۱۶۴ نفر و بر اساس برآوردهای سال ۲۰۰۹ میلادی ۱۱٬۶۲۸ نفر می‌باشد.